# 630 Euphemia

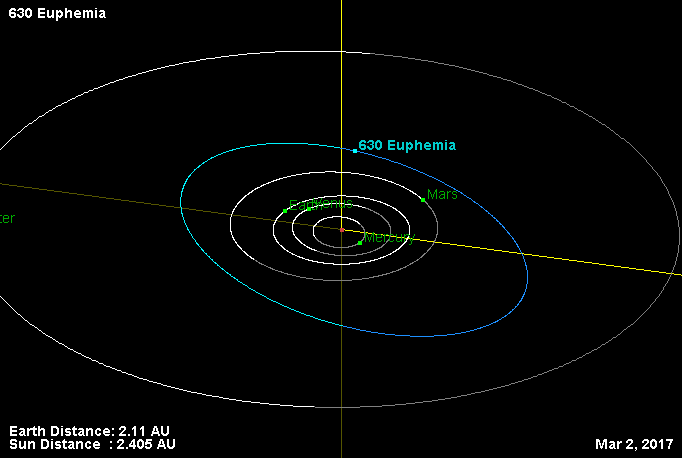
Órbita do asteroide 630 Eufêmia e sua posição no Sistema Solar

Euphemia (asteroide 630) é um asteroide da cintura principal com um diâmetro de 17,21 quilómetros, a 2,3242025 UA. Possui uma excentricidade de 0,1137604 e um período orbital de 1 551,25 dias (4,25 anos).
Euphemia tem uma velocidade orbital média de 18,39210132 km/s e uma inclinação de 13,84893º.
Este asteroide foi descoberto em 7 de Março de 1907 por August Kopff.